# Каджар, Фейзулла Мирза
Принц персидский Фейзулла Мирза Каджар (также Фазулла-Мирза-Каджар, азерб. Feyzulla Mirzə Qacar; 15 декабря 1872 — 1920) — азербайджанский военачальник Русской императорской армии и Азербайджанской Демократической Республики, генерал-майор. Потомок Каджарской династии.

## Начало военной карьеры
Принц Фейзулла Мирза Каджар родился 15 декабря 1872 года в Шуше. Единственный сын претендента на персидский трон, принца генерал-майора Шафи-Хана (Каджара) (1853—1909).
Общее образование получил в Тифлисском кадетском корпусе. В службу вступил 30 августа 1891 года прикомандированным к Николаевскому кавалерийскому училищу. По окончании училища по 1-му разряду, выпущен 7 августа 1893 года корнетом в 43-й драгунский Тверской полк. 15 марта 1899 года произведен в поручики. 20 ноября 1901 года назначен исполняющим должность заведующего оружием в полку и нестроевой командой. 15 марта 1903 года произведен в штабс-ротмистры.

## Русско-японская война

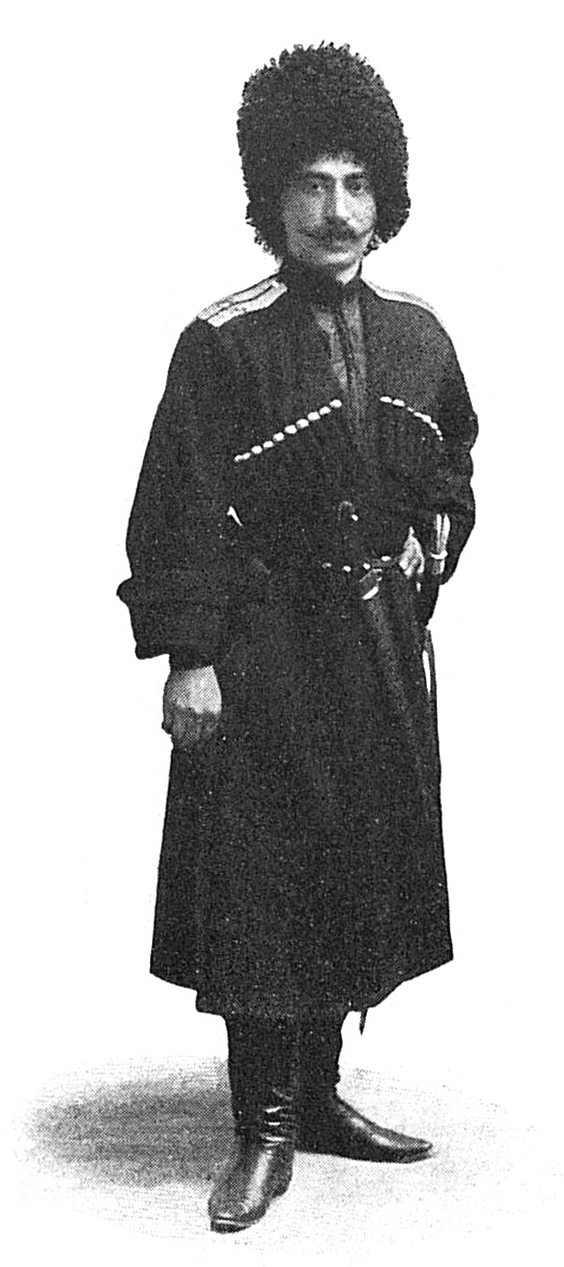
Принц персидский Фейзулла Мирза Каджар в 1905 году, в чине подъесаула 2-го Дагестанского конного полка

После начала русско-японской войны штабс-ротмистр 43-го Тверского драгунского полка принц Фейзулла Мирза был переведен в конце марта 1904 года во вновь формируемый полковником Гусейн Ханом Нахичеванским 2-й Дагестанский конный полк, с переименованием в подъесаулы.
В составе полка участвовал в боевых действиях, в том числе в известной атаке в конном строю 2-го Дагестанского конного полка на японские позиции у деревни Ландунгоу 14 января 1905 года, ведя 1-ю сотню в атаку на японскую батарею, был тяжело ранен в правую ногу.
Из отношения Свиты Его Императорского Величества генерал-майора Гусейн Хана Нахичеванского начальнику Военно-походной канцелярии Его Императорского Величества генерал-майору князю В. Н. Орлову от 8 апреля 1912 года:
По боевым качествам считаю его (принца Каджара) также выдающимся: участвуя во многих делах он неоднократно выказывал замечательную храбрость и мужество. В особенности он отличился  в боях под Сандепу, где 14 января 1905 года под Ландунгоу, временно командуя 1-й сотней, участвовал в конной атаке Дагестанского полка и был тяжело ранен в ногу.
3 ноября 1904 года был награждён орденом Святой Анны 4-й ст. с надписью «за храбрость». За «разновременные отличия» в войне с Японией 9 января 1905 года удостоен ордена Святого Станислава 3-й ст. с мечами и бантом. За боевые отличия у Бенсиху с 11 июля по 10 августа 1905 года удостоен ордена Святой Анны 3-й ст. с мечами и бантом. 25 июня 1905 года «за отличие в делах с японцами» 14 января 1905 года произведен в есаулы.
По окончании войны, 21 марта 1906 года переименован в ротмистры и возвращён в 43-й Тверской драгунский полк. 16 ноября назначен командиром 4-го эскадрона. 28 января 1907 года разрешено принять и носить персидский орден Льва и Солнца 3-й степени. Член полкового суда с 29 января. С 19 по 28 июня находился в штабе Кавказской кавалерийской дивизии «для освидетельствования здоровья на предмет причисления к Александровскому комитету о раненых». Причислен комитетом к 3-му классу по ранению.
С 6 по 13 июля 1912 года находился в командировке  в Тифлисе в комиссии для освидетельствования здоровья офицеров, перечисляемых из 3-го во 2-й класс по ранению Александровского комитета о раненных.
26 августа 1912 года за отличия по службе произведен в подполковники.
Высочайшим приказом от 18 апреля 1913 года подполковник Фейзулла Мирза Каджар был переведен в 10-й драгунский Новгородский Е. В. короля Виртембергского полк. Служил в должности младшего штаб-офицера 3-го эскадрона.

## Первая мировая война

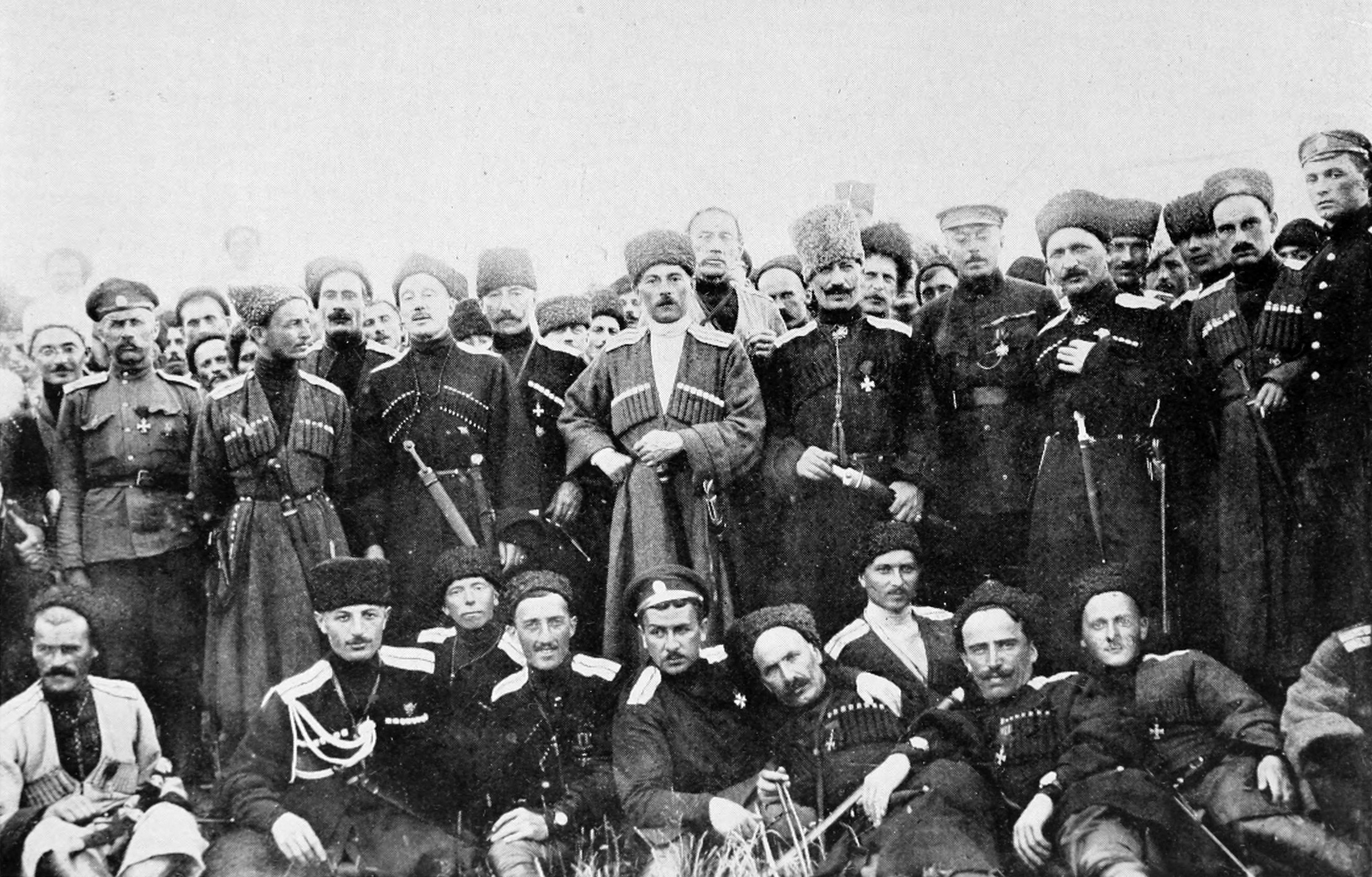
Фейзулла Мирза Каджар (5-й справа) среди офицеров Дикой дивизии

27 ноября 1914 года подполковник 10-го драгунского Новгородского Е. В. короля Виртембергского полка принц Фейзулла Мирза Каджар был направлен в Львов в распоряжение командира 2-го кавалерийского корпуса генерал-лейтенанта Гусейн Хана Нахичеванского для прикомандирования к Кавказской туземной конной дивизии. 5 января 1915 года «за боевое отличие» в бою 31 августа 1914 года был произведен в полковники. Приказом Главнокомандующего армиями Юго-Западного фронта генерала от артиллерии Н. И. Иванова 31 января был награждён орденом Святого Станислава 2-й степени с мечами. Высочайшим приказом от 4 марта 1915 года прикомандированный  к Татарскому конному полку Кавказской туземной конной дивизии полковник 10-го драгунского Новогородского полка принц Фейзулла Мирза Каджар был назначен командиром Чеченского конного полка, сменив погибшего в бою командира полка полковника А. Святополк-Мирского.
17 марта за бой у дер. Ростоки награждён орденом Святого Владимира 4-й степени с мечами и бантом. 15 июля награждён орденом Святого Владимира 3-й степени с мечами. 9 сентября за бой у дер. Кусковцы награждён орденом Святой Анны 2-й степени с мечами. Высочайшим приказом от 17 октября 1915 года полковник принц Фейзулла Мирза Каджар был удостоен ордена Святого Георгия Победоносца 4-й степени. Из наградного представления:
15 февраля 1915 г., приняв по собственной инициативе команду над 4 сотнями Уманского казачьего полка, имевшими только одного офицера, повел их в решительное наступление под сильным ружейным и пулеметным огнём, дважды возвращал отступавших казаков и благодаря решительным действиям способствовал занятию деревни Бринь.
9 декабря 1916 года в бою у деревни Вали-Сальчи в Румынии был тяжело ранен и эвакуирован в Россию. Старший урядник Чеченского конного полка Альбури Магома, трубач Абдулла Ниментула и рядовой Иван Кухарчин были награждены Георгиевскими крестами, соответственно 1-й, 3-й и 4-й степени за то, что
9 декабря 1916 года во время боя  у дер. Вали-Сальчи они вынесли из-под сильнейшего огня противника раненого командира полка полковника принца Фазула-Мирзу Каджара, чем спасли ему жизнь.
25 февраля 1917 года полковник Каджар вернулся в строй и вступил в командование Чеченским конным полком. 17 мая 1917 года он был произведен в генерал-майоры, а 30 мая назначен командиром 2-й бригады Кавказской туземной конной дивизии.
Приказом Верховного главнокомандующего генерала от инфантерии Л. Корнилова от 21 августа, началось переформирование Кавказской туземной конной дивизии в Кавказский туземный конный корпус в составе двух конных дивизий. С этой целью в состав корпуса были переданы Дагестанский и Осетинский конные полки. 30 сентября «командир 2-й бригады бывшей Кавказской туземной конной дивизии генерал-майор принц Фейзулла Мирза Каджар» был назначен начальником 1-й Кавказской туземной конной дивизии.

## Служба в Азербайджане
Весной-летом 1918 года служил в сформированном Отдельном Азербайджанском корпусе. В начале июля турецким командованием Отдельный Азербайджанский корпус был расформирован и его части вместе с прибывшими 5-й Кавказской и 15-й Чанахгалинской турецкими дивизиями вошли в состав вновь сформированной Кавказской исламской армии Нури-паши. Генерал-майор Фейзулла Мирза Каджар был назначен инспектором кавалерии Кавказской исламской армии. 23 декабря 1918 года назначен командиром Конной дивизии армии АДР. 9 января 1919 года приказом военного министра АДР генерала от артиллерии Мехмандарова был назначен командиром Гянджинского гарнизона. По данным азербайджанского историка Ш. Назирли, после советизации Азербайджана и подавления антисоветского восстания в Гяндже Фейзулла Мирза Каджар был арестован, доставлен в Баку и расстрелян большевиками на острове Нарген.